# Jenő Pártos
Jenő Pártos (ur. 26 maja 1895 w Budapeszcie, zm. 1 września 1963 tamże) – węgierski kompozytor i autor tekstów piosenek.
Grał na fortepianie, skrzypcach, altówce i bębnie. Popularność przyniosło mu skomponowanie "A Bar Ele Baktat a Taxi". Później skomponował utwory: "Sonja", "Pester Madel", "Wir Trinken Bruderschaft Beim Schampus", "En Fermant Les Yeux", "Az Szep", "Purzicsan", "En Mindenkiben Csalodtam", "Ne Legyen Szerelmes Kiszasszonyom". Pisał operetki, pieśni taneczne, węgierskie pieśni, tworzył głównie jako tekściarz, ale czasami także komponował muzykę.
Utwór "Sonja" (Szonyja) znalazł się w repertuarze Carlosa Gardela w hiszpańskiej wersji utworzonej przez Carlosa Cappenberga. Ta piosenka została przełożona także na języki: szwedzki, fiński, czeski i serbski. Opowiada o zazdrosnym mężu, który zamordował swoją żonę i został zesłany na Syberię i tam za nią tęskni.
Pártos napisał też węgierskie słowa do wielu znanych w Europie utworów – m.in. do piosenki "Miłość to kwiat który więdnie" skomponowanej w roku 1931 przez Czesława Żaka.